# ビエラリンク

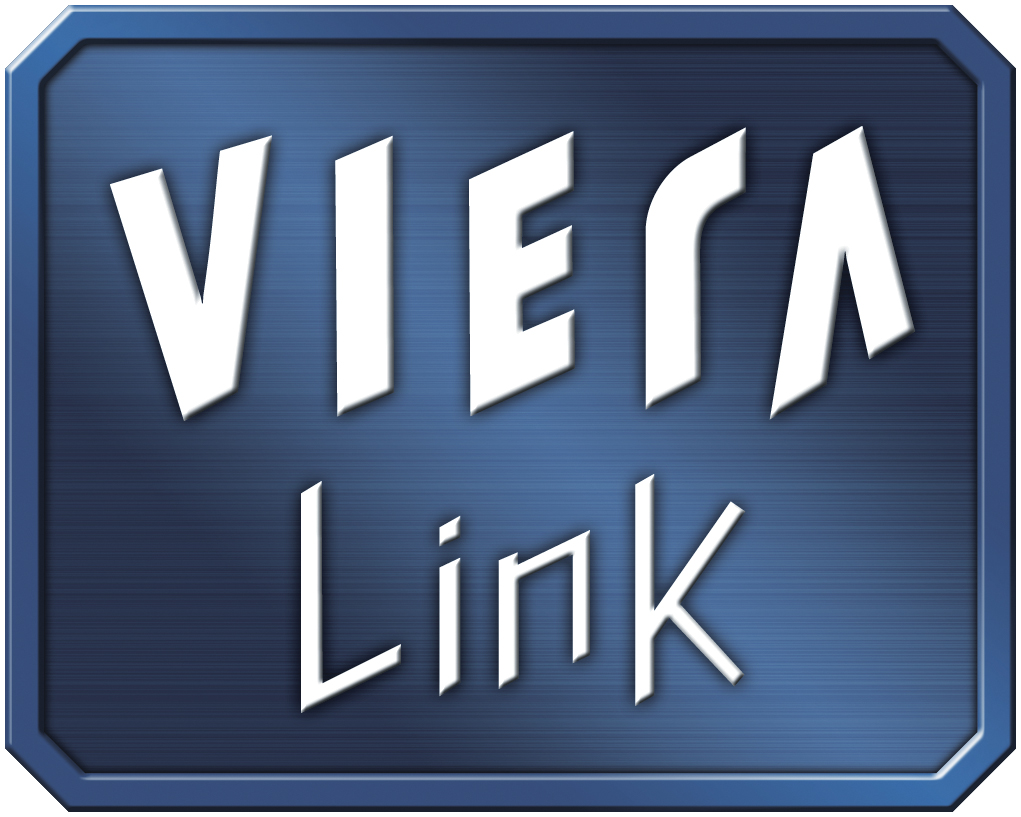
ビエラリンク

ビエラリンク（VIERA Link）とはパナソニックが採用している、AV機器同士をHDMIで接続し、一つの操作系（リモコン等）で全ての機器を制御可能とする機能の名称である。

## 概要
ビエラリンクは、HDMIの標準規格に織り込まれているコンシューマー・エレクトロニクス・コントロール（CEC）をベースに、パナソニックが独自の拡張を行ったものであり、完全な機能を利用するには、ビエラリンク対応製品である必要がある。なお、CECコマンド自体はパナソニック独自の技術ではなく、共通部分については他社の対応機器との互換性も保たれている。対応機器をHDMIケーブル一本で接続するだけで映像と音声の出力以外に、対応機器のリモコン一台で他の接続機器の操作が出来る。また操作に応じて各機器を自動的に適正なモードに切り替える統合制御が可能であり、例えばDVD・BDを見る場合、従来ならテレビとDVDレコーダー・BDレコーダーの電源を入れてテレビの入力を切り換える一連の作業が必要とされたのに対し、ビエラリンクではDVD/BDレコーダーの電源を入れるだけでテレビ電源が同時に入り、入力切替も同時に行われる。2006年（平成18年）3月8日に発表され、同年4月より製品化が始まった。同じ年に少し遅れて登場したシャープのAQUOSファミリンクと共に、両社の売上アップに貢献している。。
なおモニター出力或いはアナログ音声出力（ビデオ入力2との切替式）端子搭載ビエラの場合、HDMI端子に入力された音声信号もアナログ変換した上で出力する（D端子に入力された信号も音声のみ出力）。ただしサラウンド信号とS2/S1・D端子・HDMIの各映像信号は（モニター出力端子より）出力されない（映像信号はアナログに変換したデジタル放送とビデオ入力端子に入力されたコンポジット信号のみをモニター端子より出力。S2モニター出力端子搭載ビエラはデジタル放送とS1入力端子からの信号をアナログ変換して出力）。

## 対応機器
- パナソニック
  - プラズマビエラ（2006年（平成18年）3月以降発売された全モデル、詳細は下記）
  - 液晶ビエラ（TH-32LX600、TH-32LX65、TH-26LX65及び2007年（平成19年）2月以降発売された全モデル、詳細は下記）
  - ハイビジョンディーガ（2006年3月以降発売された全モデル、詳細は下記）
  - ブルーレイディーガ（2006年11月以降発売された全モデル、詳細は下記）
  - ブルーレイディスクプレーヤー DMP-BD60/65、BDT900
  - ブルーレイディスクプレーヤー搭載ポータブル液晶テレビ DMP-BV100/200
  - ポータブルブルーレイディスクプレーヤー DMP-B100
  - AVコントロールアンプ SU-XR57/XR700、SA-BX500
  - 3.1chラックシアター SC-HTR510-K/500-K/310-K/300-K/210-K/200-K/110-K/100-K
  - 2.1chラックシアター SC-HTX7/HTX5、SC-HTR110-K/40-K/10-K
  - サウンドセット SC-HT7000/HT6500/5800/2000/ZT1
  - CATV STB （2006年以降発表されたHDMI端子搭載モデル、詳細は下記）
  - デジタルハイビジョンムービー HDC-TM350/TM300/TM30、HDC-HS9/HS100/HS200/HS300/HS350、HDC-SD1/SD3/SD5/SD7/SD9/SD100/SD200、HDC-SX5、HDC-DX1/DX3/DX5
  - 業務用BDプレーヤー DMP-T1000
  - スカパー!プレミアムサービス対応DVR TZ-WR320P
  - スカパー!プレミアムサービス光対応DVR TZ-WR325P
- 富士通
  - リビングPC FMV-TEOシリーズ
- オンキヨー
  - AVセンター TX-SA805、TX-SA605
- 日立製作所
  - プラズマ・液晶TV「Wooo」シリーズ及び日立リビングサプライ製液晶TVの一部。
- その他リンク機能に対応したシャープアクオスや三菱リアルなどの機器にも部分的には対応する。

## バージョンの違い
ビエラリンクには「世代」があり同じバージョン同士のVIERAとDIGA、及び周辺機器をHDMI接続したときのみ基本機能以外にも以下の機能が使用可能である。基本的に年に1度バージョン変更が行われており、アップデート等で機能追加は行われない。
- Ver.1

基本機能（「今すぐ録画」、「カンタン予約」、「DVD自動再生」、「一斉電源切」、「シアター音量調節」）のみ。なお「一斉電源切」機能はビエラ電源を「切」にするとシアターとディーガの電源も同時に切れる機能で、シアター・ディーガ電源を同時に切れるのはビエラの（リモコン或いは本体）電源ボタンを押した時のみ（シアター・ディーガの電源ボタンで「切」にしてもビエラ電源は自動で切れない）。また「エコ待機」ボタン付きディーガ（2011年秋冬以降モデル）の場合、ビエラリンクの「一斉電源切」機能を用いてディーガ電源を切るとエコ待機モードにはならない（エコ待機モードにする場合はディーガリモコンの「エコ待機」ボタンを本体ディスプレイに「ECO」表示が出るまで3秒以上長押しする）。
- Ver.2

「設置情報自動転送」（2007年（平成19年）モデル以降のDIGAと2007年モデル以降のVIERAを組み合わせた場合のみ）、見ている番組をわずか3秒で録画する機能に対応（「今すぐ録画」の機能向上）。さらにシアター（2007年以降モデル）との組み合わせ時はビエラリモコンでシアター音声メニューを選択可。
- Ver.3

「画面deリモコン」、「ワンタッチドライブ切り替え」、「番組キープ」、「番組ぴったりサウンド」（ラックシアター・ビエラが2008年以降モデル同士の組み合わせになっている時のみ動作）に対応。これまでで最も多くの機能追加が行われた。またデジタルセットトップボックスとバージョンアップにより、リンクするようになった。
- Ver.4

同社の「ECO ideas」に添って2009年（平成21年）モデル以降のVIERAと2007年（平成19年）モデル以降のDIGAを組み合わせた場合、DIGAの使用状況を判断してこまめにスタンバイ状態に切り替える「こまめにオフ」、2009年モデル以降のVIERAの状態に合わせて消費電力を抑える「ECOスタンバイ」の機能を追加。
- Ver.5

ラックシアターとビエラ及びディーガを接続する場合、2010年（平成22年）以降製造の機種同士を組み合わせた場合に限り光デジタルケーブルが不要となりHDMIケーブル1本のみで接続可能な「ARC（オーディオリターンチャンネル）」に対応（ただし2009年（平成21年）以前の機種と組み合わせる場合は従来通りHDMIケーブルに加え光デジタルケーブルが必要。さらにシアターのビエラリンクを「切」に設定するとARC機能は動作しなくなる）。2010年以降製造のラックシアター・シアターバー・サウンドボードと2009年（Ver.4）以降のビエラ&ディーガと組み合わせる場合は「番組連動おまかせエコ」対応。
Ver.1対応（カッコ内はインチ数）
- VIERA：LX65（26/32）、LX600（32）、PX60（37/42/50）、PX600（37/42/50/58）、PZ600（50/58/65/103）
  - 2008年モデル以降のDIGAと組み合わせて使用する場合は「画面deリモコン」の機能も追加で対応している。
- DIGA：DMR-EX150/EX350/EX550/EX250V/XP10/XP20V/XW30/XW50/XW40V/BR100/BW200
- ホームシアターセット・AVアンプ：SC-HT2000/5000、SU-XR700

Ver.2対応（カッコ内はインチ数）
- VIERA：LD70（15）、LX70（20/23/26/32）、LX75（32）、LX75S（26/32）、LZ75（37）、PX70（37/42/50）、PX70S（37）、PX70SK（37/42）、PZ70S（42/50）、PX77S（42/50）、PZ700（42/50）、PZ700SK（42/50）、PZ750（42/50/58/65）
  - 2008年モデル以降のDIGAと組み合わせて使用する場合は「画面deリモコン」の機能も追加で対応している。
- DIGA：DMR-XP11/XP21V/XW31/XW51/XW41V/XW100/XW300/XW200V/BW700/BW800/BW900
  - 「設置情報自動転送」は2007年モデル以降のVIERAと組み合わせた場合のみに対応。
- ホームシアターセット・AVアンプ：SC-HT5800、SU-XR57
- ラックシアター：SC-HTR100/200/300/500/10/110/210/310/510

Ver.3対応（カッコ内はインチ数）
- VIERA：LX8（17）、LX80（20/26/32）、LX88（32）、LZ80（32/37）、LZ85（32/37）、PX80（37/42/50）、PZ80（42/46/50）、PZ88（42）、PZ85（42/46）、PZ800（42/46/50/58/65/103）、PZR900（42/46/50）
- DIGA：DMR-XP12/XP22V/XW120/XW320/BR500/BR630V/BW730/BW830/BW930
- STB：
  - 通常モデル:TZ-DCH520/521/820/821/1100/1520/1820
  - HDD内蔵モデル:TZ-DCH2000/2800/2810/3000/3800/3810
  - DVD内蔵モデル:TZ-DCH8000/9000/9800/9810
- ホームシアターセット・AVアンプ：SC-HT6500/7000、SA-BX500
- ラックシアター:SC-HTR10K/110/210K/310/510

Ver.4対応
- VIERA：TH-P54/50/46Z1、TH-P65/58/50/46/42V1、TH-P50/46/42V11、TH-P50/46/42G1、TH-P50/46/42R1、TH-P42/37X1、TH-L37/32V1、TH-L37/32G1、TH-L37/32/20/17R1、TH-L32/26/20/17X1、TH-L32X11、TH-L20/17C1、TH-L17F1、DMP-BV100
  - 2007、2008年モデルのDIGAを組み合わせた場合は「ECOスタンバイ」の機能のみ非対応。
- DIGA：DMR-XP15/XP25V/XP200/XE1/XE100/BR550/BW750/BW850/BW950、BW970/BW870/BW770/BW570/BR570/BR670V
- STB:
  - 通常モデル:TZ-LS200/300/LT400
  - HDD内蔵モデル:TZ-HDW610/HDT620/HXT700
  - ブルーレイ内蔵モデル:TZ-BDW900/BDT910/920
- ホームシアターセット：SC-ZT1/2
- ラックシアター:SC-HTR40・HTX7/5
- BDプレーヤー　DMP-BD60

Ver.5対応
- VIERA:TH-P65/58/54/50/46VT2、TH-P50/46/42V2、TH-P50/46/42V22、TH-P50/46/42R2、TH-P50/46/42G2、TH-P46/42X2、TH-P46/42S2、TH-L37/32G2、TH-L37/32R2、TH-L37/32R2B、TH-L42/37/32/26/22/19D2、TH-L37D22、TH-L37S2、TH-L32/26X2、TH-L32X22、TH-L32/26X21、TH-L32/26/22/19C2/19C21、TH-P65/50/46/42VT3、TH-P50/46/42VT33、TH-P55/50/46/42GT3、TH-P46/42ST3、TH-P42S3、TH-P42G3、TH-L37/32DT3、TH-L37DT33、TH-L32/26/19X3、TH-L32X33、TH-L37/32/24/19C3、TH-L37/32RB3、TH-L32/23/19X5、TH-L37/32/26/23/19C5、TH-P60/55/50VT5、TH-P60/55/50/42GT5、TH-L55/47/42DT5、TH-L55/47/42/37/32ET5、TH-L42E5、TH-P55/50VT55、TH-P42GT55、DMP-BV200/300
  - TH-L26/22/19D2、TH-L32/26/22/19C2、TH-L19R2、TH-L19X3、TH-L37/32/24/19C3、TH-L37/32/26/19C5は「ARC（オーディオリターンチャンネル）」非対応（Cシリーズ、Rシリーズ、TH-L32X21/L19X3は光デジタル出力端子も非搭載なのでホームシアター・デジタルコードレスサラウンドヘッドホンとの組み合わせ不可）。
- DIGA:DMR-BWT3000/BWT2000/BWT1000、BWT3100/BWT2100/BWT1100、BW880/BW780/BW680/BR580、BW890/BW690/BR590/BW695、BZT900/BZT800/BZT700/BZT701/BRT500/BR30/BF200、BZT9000/BZT910/BZT810/BZT815/BZT710/BWT510/BRT210、BZT920/BZT820/BZT720/BZT725/BWT620/BWT520/BRT220
  - DMR-BR30/BF200/BRT210は光デジタル出力、S2/S1入出力、アナログ映像&音声入力、D出力の各端子非搭載。
- DVR:TZ-WR320P
- ラックシアター:SC-HTR70/50・HTX700/500/900/800/520/720/530/730
  - シアターバー:SC-HTB50/10/15/520/550
  - サウンドボード:SC-HTF5/6/7/9
- BDプレーヤー　DMP-BD65/BDT900/BDT100/B100/B200/BD77/BDT320
- スカパー!プレミアムサービスチューナー:TZ-HR400P/WR320P
- スカパー!プレミアムサービス光チューナー:TZ-WR325P

## 対応VIERA品番一覧（2013年4月現在）
| 2006年モデル - TH-26LX65 - TH-32LX65 - TH-32LX600 - TH-37PX60 - TH-37PX600 - TH-42PX60 - TH-42PX600 - TH-50PX60 - TH-50PX600 - TH-50PZ600 - TH-58PZ600 - TH-58PZ600K - TH-65PZ600 - TH-103PZ600 | 2007年モデル - TH-15LD70 - TH-20LX70 - TH-26LX70 - TH-26LX75S - TH-32LX70 - TH-32LX75S - TH-37LZ75 - TH-37PX70 - TH-37PX70S - TH-37PX70SK - TH-42PX70SK - TH-42PX77S - TH-42PZ70 - TH-42PZ700 - TH-42PZ700SK - TH-50PX70 - TH-50PX77S - TH-50PZ70 - TH-50PZ700SK - TH-50PZ750SK - TH-58PZ750SK - TH-65PZ750SK | 2008年モデル - TH-17LX8 - TH-20LX80 - TH-26LX80 - TH-32LX80 - TH-32LX88 - TH-32LZ80 - TH-32LZ85 - TH-37LZ80 - TH-37LZ85 - TH-37PX80 - TH-42PX80 - TH-42PZ80 - TH-42PZ88 - TH-42PZ800 - TH-42PZR900 - TH-46PX80 - TH-46PZ80 - TH-46PZ88 - TH-46PZ800 - TH-46PZR900 - TH-50PX80 - TH-50PZ80 - TH-50PZ800 - TH-50PZR900 - TH-58PZ800 - TH-65PZ800 - TH-103PZ800 | 2009年モデル - TH-L17F1 - TH-L17C1 - TH-L17X1 - TH-L17R1 - TH-L20C1 - TH-L20X1 - TH-L26X1 - TH-L32X1 - TH-L32X11 - TH-L32R1 - TH-L32G1 - TH-L32V1 - TH-L37R1 - TH-L37G1 - TH-L37V1 - TH-L37V11 - TH-P37X1 - TH-P42X1 - TH-P42G1 - TH-P42R1 - TH-P42V1 - TH-P42V11 - TH-P46G1 - TH-P46R1 - TH-P46V1 - TH-P46V11 - TH-P46Z1 - TH-P50G1 - TH-P50R1 - TH-P50V1 - TH-P50V11 - TH-P50Z1 - TH-P54Z1 - TH-P58V1 - TH-P65V1 | 2010年モデル - TH-L19C2 - TH-L19C21 - TH-L19R2 - TH-L22C2 - TH-L26X2 - TH-L26X21 - TH-L26D2 - TH-L32C2 - TH-L32X2 - TH-L32X22 - TH-L32X21 - TH-L32G2 - TH-L32R2 - TH-L32R2B - TH-L32D2 - TH-L37G2 - TH-L37R2 - TH-L37R2B - TH-L37D2 - TH-L37D22 - TH-L42D2 - TH-P42S2 - TH-P42G2 - TH-P42R2 - TH-P42V2 - TH-P42V22 - TH-P42VT2 - TH-P42RT2B - TH-P46S2 - TH-P46G2 - TH-P46R2 - TH-P46V2 - TH-P46V22 - TH-P46VT2 - TH-P46RT2B - TH-P50G2 - TH-P50R2 - TH-P50V2 - TH-P50V22 - TH-P50VT2 - TH-P54VT2 - TH-P58VT2 - TH-P65VT2 - TH-P103MT2 | 2011年モデル - TH-L19C3 - TH-L19X3 - TH-L24C3 - TH-L26X3 - TH-L32C3 - TH-L32X3 - TH-L32X33 - TH-L32DT3 - TH-L32RB3 - TH-L37DT3 - TH-L37DT33 - TH-L37C3 - TH-L37X3 - TH-L37RB3 - TH-L42G3 - TH-P42S3 - TH-P42ST3 - TH-P42GT3 - TH-P42VT3 - TH-P42VT33 - TH-P46ST3 - TH-P46GT3 - TH-P46VT3 - TH-P46VT33 - TH-P50GT3 - TH-P50VT3 - TH-P50VT33 - TH-P55GT3 - TH-P65VT3 | 2012年モデル - TH-L19C5 - TH-L19CF5 - TH-L19X5 - TH-L19X50 - TH-L23C5 - TH-L23X5 - TH-L23X50 - TH-L26C5 - TH-L32C5 - TH-L32C50 - TH-L32ET5 - TH-L32X5 - TH-L32X50 - TH-L37C5 - TH-L37ET5 - TH-L42E5 - TH-L42ET5 - TH-L42DT5 - TH-P42GT5 - TH-P42GT55 - TH-L47ET5 - TH-L47DT5 - TH*L47WT5 - TH-L50ET5 - TH-P50GT5 - TH-P50VT5 - TH-P50VT55 - TH-P50ZT5 - TH-L55DT5 - TH-L55WT5 - TH-P55ET5 - TH-P55GT5 - TH-P55VT5 - TH-P55VT55 - TH-P60GT5 - TH-P60VT5 - TH-P65ZT5 | 2013年モデル - TH-L19C50 - TH-L24C6 - TH-L24X6 - TH-L32C6 - TH-L32X6 - TH-L39C60 - TH-L42E60 - TH-L42DT60 - TH-42LDT60 - TH-L42FT60 - TH-L47DT60 - TH-L47FT60 - TH-L50C60 - TH-L50E60 - TH-P50GT60 - TH-L55DT60 - TH-P55VT60 - TH-P55GT60 - TH-L55FT60 - TH-L60FT60 - TH-P65VT60 |

## 対応ポータブルビエラ（BDプレーヤー付）品番一覧（2013年3月現在）
- 2009年モデルBV100はアナログAV入出力端子も併載されているため、HDMI非搭載機器でもアナログAV接続によりブルーレイディスク及び地デジ放送再生可（入出力切替式）。2010年以降のモデルは外部出力がHDMIのみ搭載なのでビエラリンク非対応（HDMI入力非搭載）機器との組み合わせ不可（2010年モデルBV200は外部AV入力端子非搭載なので外部再生機器との組み合わせ不可。2011年モデルBV300は外部AV入力端子が追加されたため外部再生機器との組み合わせも可。ただし出力はBV200同様HDMIのみなので、HDMI端子非搭載の従来型TV受像機へは接続不可）。
- ビエラリンクを使う場合は本機の電源を入れてから操作。さらに2009年モデルBV100の場合は液晶画面を180度回転させて開いた状態でないとビエラリンクは動作しない。
- 据置型ビエラ・ディーガとは異なり「設置情報自動転送（ビエラから地デジ&地アナのチャンネル設定情報を取り込む）」機能は全機種非搭載。
- 2代目BV200以降は「フォトフレーム」モードにおいて、SDカード未挿入時でも時計とカレンダーを表示する機能が新設された（表示される色により時計はアナログ・デジタルいずれかを表示）。なお地デジがきちんと受信出来れば正しい時刻データが（地デジ番組表データと一緒に）自動受信されるので、通常は手動での時刻合わせ不要。ただしHDMIケーブルでビエラと繋いだ場合は時計とカレンダー表示画面を極力出さないよう取説で呼びかけている（静止画が長時間表示されたままになるとプラズマ及び液晶ディスプレイ焼き付きの原因となるため）。

2009年モデル
DMP-BV100
2010年モデル
DMP-BV200
2011年モデル
DMP-BV300

## 対応BDプレーヤー（チューナー無し）品番一覧（2013年3月現在）
2009年モデル
DMP-BD60
2010年モデル
DMP-BD65、DMP-B100（ポータブル型）
2011年モデル
DMP-BDT900/BDT110（3Dソフト再生対応）、DMP-B200（ポータブル型）
BDT900/110の場合、無線LANアダプタDY-WL10を繋げば「お部屋ジャンプリンク」により他のディーガで録画した番組や受信した放送を本機で視聴可能。
2012年モデル
DMP-BD77、DMP-BDT320
2012年2月10日発表、同年3月15日発売。
2013年モデル
DMP-BD79、DMP-BDT330
2013年3月22日発表、同年4月30日発売予定。本機以降のモデルよりアナログAV出力端子廃止（HDMI端子非搭載の従来型TV受像機へは接続不可。なおHDMIケーブルは別売り）。BDT330は光デジタル出力端子搭載、3Dソフト再生対応、HDMI出力2系統搭載の上位モデル。BD79はHDMI出力1系統、光&同軸デジタル出力端子非搭載の普及モデル。

## 対応DIGA品番一覧（2013年4月現在）
- HDMIケーブルは全機種別売り（SPS認定パナソニックショップ限定モデルDMR-BW695・BZT701・BZT815・BZT725はHDMIケーブル付属。）。
- 全機種、無操作状態が2時間以上或いは6時間以上続くと自動で電源が切れる「自動電源切」機能を搭載（機能解除も可。ただしビエラリンク動作時はディーガ電源がこの機能で切れてもHDMI接続した他機器電源は「入」のまま）。
- ディーガとTV受像機はビデオデッキやセレクターを介さず直接繋ぐよう推奨されている（セレクター等を挟んで繋ぐと著作権法に基づくコピーガードの影響でソフトが正常再生されない場合あり）。特にHDMIケーブルは同一系統に（セレクターを挟む形で）複数機器を直列接続するとビエラリンクが正常動作せずエラー表示が出る。

| 2006年モデル - DMR-EX150 - DMR-EX250V - DMR-EX350 - DMR-EX550 - DMR-XP10 - DMR-XP20V - DMR-XW30 - DMR-XW40V - DMR-XW50 - DMR-BR100 - DMR-BR200 | 2007年モデル - DMR-XP11 - DMR-XP21V - DMR-XW31 - DMR-XW300 - DMR-XW41V - DMR-XW200V - DMR-XW51 - DMR-BW700 - DMR-BW800 - DMR-BW900 | 2008年モデル - DMR-XP12 - DMR-XP22V - DMR-XW320 - DMR-BR500 - DMR-BR630V - DMR-BW730 - DMR-BW830 - DMR-BW930 | 2009年モデル - DMR-XE1 - DMR-XE100 - DMR-XP15 - DMR-XP200 - DMR-XP25V - DMR-BR550 - DMR-BR570 - DMR-BR670V - DMR-BW570 - DMR-BW750 - DMR-BW770 - DMR-BW850 - DMR-BW870 - DMR-BW950 - DMR-BW970 | 2010年モデル - DMR-BF200 - DMR-BR580 - DMR-BR585 - DMR-BR590 - DMR-BW680 - DMR-BW690 - DMR-BW695 - DMR-BW780 - DMR-BW880 - DMR-BW890 - DMR-BWT1000 - DMR-BWT1100 - DMR-BWT2000 - DMR-BWT2100 - DMR-BWT3000 - DMR-BWT3100 | 2011年モデル - DMR-BR30 - DMR-BRT300 - DMR-BWT500 - DMR-BZT600 - DMR-BZT700 - DMR-BZT701 - DMR-BZT800 - DMR-BZT900 - DMR-BZT9000 - DMR-BZT910 - DMR-BZT810 - DMR-BZT815 - DMR-BZT710 - DMR-BWT510 - DMR-BRT210 | 2012年モデル - DMR-BZT920 - DMR-BZT9300 - DMR-BZT820 - DMR-BZT830 - DMR-BZT720 - DMR-BZT725 - DMR-BZT730 - DMR-BWT620 - DMR-BWT630 - DMR-BWT520 - DMR-BWT530 - DMR-BRT220 - DMR-BRT230 - DMR-BR130 | 2013年モデル - DMR-BXT3000 - DMR-BZT750 - DMR-BWT650 - DMR-BWT550 - DMR-BWT555 - DMR-BRT250 |

## 対応AVアンプ・ラックシアター・シアターバー・サウンドボード・ホームシアターセット品番一覧（2013年4月現在）
- ビエラとディーガを本シアターを介して繋いだ場合、シアターの電源プラグがコンセントに差し込まれてさえいれば、シアターの電源が入っていなくてもディーガからのHDMI信号が本シアター経由でビエラへそのまま伝送される「スタンバイスルー」機能がシアター全機種に搭載されている（逆にビエラ・ディーガの電源が入っていてもシアターの電源プラグが抜けている場合、電源切の状態からディーガのディスクトレイ開閉・再生・番組表・録画一覧・予約一覧・操作ガイドの各ボタンを押した時にビエラ電源が連動して入りHDMI入力に切り替わってもディーガ映像は出ず、映像信号無入力を示す黒画面のままとなる）。
- なおビエラリンク対応機器を入れ換えた（バージョンアップした）場合、既存のビエラ・ディーガ・シアターがHDMI信号を正しく認識せずHDMI映像が出ない（黒画面のままとなる）場合があるので、この場合は各機器のビエラリンク再設定をする事によりHDMI映像が正常表示される。
- ARC非対応ビエラ（2006~2009年モデル）及びビエラリンク非対応ビエラ（光デジタル出力とアナログ出力のみ搭載の2005年以前モデル）と組み合わせている場合（デジタルコードレスサラウンドヘッドホンも含む）、ビエラのデジタル出力設定が「自動」モードになっていると「音声が途切れる」・「片側のスピーカーからしか音が出なくなる」・「音量が小さくなる」などといった不具合が起きる場合がある。この場合、ビエラのデジタル出力設定を「AAC」モードにすればこれら不具合は改善される（「AAC」モードは5.1ch及び7.1ch再生対応。ただしこの場合、データ画面表示時における項目選択確認音は出なくなるので、その音を出したい場合は「PCM」にするかアナログ音声出力・HDMIによるARC接続いずれかを選択）。なおARC対応ビエラでは（他の光デジタル入力端子付き機器と組み合わせない限り）デジタル音声出力設定不要。
- 2010年（平成22年）以降のモデルは「ARC（オーディオリターンチャンネル）」に対応（光デジタルケーブルは別売り）。これにより（組み合わせるビエラ・シアターが共に2010年以降製造の機種である場合に限り）光デジタルケーブル接続が不要となり、HDMIケーブルを（シアターとビエラの間に）1本接続するのみで高音質迫力サウンドが楽しめる（ディーガを加える場合でもHDMIケーブル合計2本のみ。ただし2010年以降製造ビエラの一部普及モデル及び2009年（平成21年）以前製造のビエラ・シアターと組み合わせる場合は従来通り光デジタルケーブル接続が別途必要）。なお光デジタル出力非搭載かつHDMI端子がARC非対応となっているビエラとの組み合わせは不可。さらに同軸デジタル入出力端子は全機種非搭載（地デジ専用ディーガDMR-XE1/XE100は同軸デジタル出力端子のみ搭載なので、当シリーズを含むホームシアターシステムとはHDMI接続或いは同軸デジタルケーブル接続による組み合わせのみ可）。
- ラックシアター・AVアンプはHDMI入出力・光デジタル入力の他にアナログ音声入力端子を2系統以上搭載しているのでビエラリンク非対応（アナログ出力のみ搭載でHDMI出力非搭載の従来型）機器も繋げるが、シアターバーとサウンドボードはアナログ音声入力端子非搭載なのでビエラリンク非対応（HDMI出力端子非搭載）機器接続は不可（光デジタル入力端子はビエラ専用なのでビエラ以外の光デジタル出力端子付AV機器接続も不可）。
- ヘッドホン端子を搭載しているのはAVアンプとビエラ（BDプレーヤー付ポータブル型を含む）のみで、ラックシアター・シアターバー・サウンドボード・ディーガ・据置型BDプレーヤーは全機種ヘッドホン端子非搭載（ヘッドホンはTV受像機等を経由して繋ぐ。またビエラにおけるビエラリンクメニューで「音声をシアター（またはAVアンプ）から出す」を選んだ場合はビエラヘッドホン端子から音声が出力されないので、ヘッドホンで音声を聴きたい場合は「音声をTVから出す」を選択）。
- ラックシアター・AVアンプの場合、アナログ放送とアナログビデオ入力の音声信号はデジタル変換された上で（ディーガやシアター等の）HDMI端子や光デジタル端子より出力される（CD並み音質の2ch信号をドルビーバーチャルサラウンド機能を用いる形で7.1ch或いは5.1chへ擬似変換）。
- シアターバー・サウンドボード全機種とラックシアター2010年（平成22年）春夏以降製造の機種は3D映像入力に対応。なお3D非対応の（2009年以前製造）シアターと3Dビエラ&ディーガ繋ぐ場合、3D対応ビエラ・ディーガの間に3D非対応シアターを挟む形でHDMI接続すると映像が正常に再生されない場合があるので、この場合は3DディーガからのHDMIケーブルは3DビエラのHDMI入力1端子に、3D非対応シアターからのHDMIケーブルは3DビエラのHDMI入力2端子に繋ぐ。なおビエラ及びディーガが3D非対応でもシアターが3D対応の場合は間に（3D対応）シアターを挟む形よるHDMI接続が可能。

- ARC対応（2010年（平成22年）以降）モデルの場合、シアター側のビエラリンクを「切」に設定すると（2010年以降のARC対応ビエラと組み合わせた場合でも）ARC機能が動作しなくなる（2009年（平成21年）以前のARC非対応ビエラと組み合わせた場合と同じ状態になる）ため、この場合（シアターのビエラリンク「切」設定時）は（2009年以前のARC非対応ビエラと組み合わせる場合同様）光デジタルケーブル接続が別途必要。
- AVアンプ・ホームシアターセット・スピーカーは2010年モデル「SC-ZT2」を最後に新製品発表がなく、以後は3D映像入力&ARC対応のラックシアター・サウンドボード・シアターバー生産に力点が置かれている（ただしAVアンプ・ホームシアターセット生産継続の有無は2011年12月現在未定）。
- 発売初期のAVアンプには、AVアンプのリモコンをディーガに向け、（AVアンプリモコンに付いている）「再生」ボタンを押すだけでディーガ及びビエラ電源が自動的に入りディーガ映像が出画する「ワンタッチ再生」機能があったが、現行モデルは全て「ワンタッチ再生」機能非搭載。
- ARC対応ビエラは2011年モデルより32v型以上に限定。26v型以下の小型モデルとCシリーズは光デジタル出力端子を廃止しHDMI端子もARC非対応とした（Cシリーズを除く32v型以上のモデルは後面のHDMI入力1端子のみARC対応）。このため26v・23v型以下の小型モデルとCシリーズはホームシアターシステムとの組み合わせ不可となっている（ただしビエラのヘッドホン端子にSC-HTE1K等の普及型アクティブスピーカーを繋げば簡易シアターを構築可能。2009年以降モデルはビエラ音声メニューで「ヘッドホン端子へのケーブル接続時にビエラ本体スピーカーからも音を出すか否か」が選択可能）。
- 光デジタル出力端子搭載のARC対応ビエラの場合、ビエラリンクメニューで「音声をシアターから出す」を選ぶとビエラの光デジタル端子より音声は出力されない。このためビエラの音声をMD等のデジタル機器で録音したり、デジタルコードレスサラウンドヘッドホンと組み合わせる場合は「音声をTVから出す」を選ぶか、シアターからのHDMIケーブルをビエラのHDMI入力2端子に、ディーガからのHDMIケーブルをビエラのHDMI入力1（ARC対応）端子に各々繋げば「音声をシアターから出す」を選んだ時にデジタルコードレスサラウンドヘッドホンとシアターからの音声同時出力が可能となる（アナログ音声出力端子搭載機器と組み合わせる場合はアナログ接続も可。ただしこの場合はデジタル放送本来の高音質が得られない）。なおデジタルコードレスサラウンドヘッドホンからの光デジタルケーブルをディーガの光デジタル出力端子に繋いだ場合は（ディーガの電源さえ入っていれば）デジタル放送及びBD/DVD再生音をサラウンドヘッドホンとシアターから同時出力可能（この場合、デジタル放送はディーガのチューナーで受信）。

### AVアンプ
2006年モデル
- SU-XR700

2007年モデル
- SU-XR57

2008年モデル
- SA-BX500

#### ホームシアターセット
- SC-ZTシリーズは「ワイヤレスシアター」としてアンプ・スピーカー相互間ケーブル接続が不要（ただし「明瞭ボイス」と「3Dサラウンド」機能は非搭載。またスピーカー部は別途電源コード接続が必要）。さらにオプションとしてワイヤレスサラウンドスピーカーSB-ZT1/ZT2も増設可能（デザイン・仕様はSC-ZT1/ZT2のフロントスピーカー部と同じ）。さらにSC-ZTシリーズのアンプ部にはスピーカー出力端子（ピンプラグ）も付いているので、本機付属品以外の汎用スピーカーとの組み合わせも可能。

2006年モデル
- SC-HT2000
- SC-HT5000

2007年モデル
- SC-HT5800

2008年モデル
- SC-HT6500
- SC-HT7000（AVアンプSA-BX500にスピーカーセットを追加したモデル。AVアンプは単体販売もしているが付属スピーカーシステムの単体販売は無し）

2009年モデル
- SC-ZT1

2010年モデル
パナソニック製の単体AVアンプ及び5.1chホームシアターセット（単体AVアンプ・スピーカーセット）現行モデルで唯一ARCと3D映像入力に対応。
- SC-ZT2

2012年モデル
- SC-HTE50K

SC-ZT2以来2年ぶりとなる単体2.1chホームシアターセットである。アンプはサブウーハーに内蔵され「明瞭ボイスコントローラー」を搭載。HDMI端子は入力・出力各1系統搭載で3D映像入力対応。光デジタル端子は入力2系統搭載（ビエラ以外の光デジタル出力搭載機器も入力2端子へ接続可。ただしアナログ音声入力端子は非搭載）。

### ラックシアター
- 全機種HDMI端子（入力2系統・出力1系統）・光デジタル端子（入力2系統）に加えアナログ音声入力端子を2系統搭載しているので、ビエラリンク非対応のオーディオ機器も接続可能。ただしレコードプレーヤーを繋ぐ場合、フォノイコライザ搭載機器はイコライザスイッチを「LINE OUT」側にし、フォノイコライザ非搭載機器は市販のフォノイコライザを介さないと音が小さくなる（光デジタル端子のうち入力1はARC非対応ビエラ専用。ビエラ以外の光デジタル出力端子搭載オーディオ機器は入力2に繋ぐ。さらにHDMI端子は入力1がディーガ専用。ポータブルビエラ・据置型BD/DVDプレーヤーは入力2に繋ぐ）。

- 2系統あるアナログ音声入力端子は本機後面では「外部3・外部4」で、HDMI入力2及び光デジタル入力2からの通し番号で表示されている（本体ディスプレイ表示は「AUX3・AUX4」がアナログ音声入力。HDMI入力2は「AUX1」、光デジタル入力は「AUX2」を各々選択。ビエラの音声を聞く場合は「TV」を、ディーガの音声を聞く場合は「BD/DVD」を選択）。リモコンの入力切替ボタンは順送り式ではなく各端子のボタンを「テレビ」・「BD/DVD」・「外部入力」と3分割して独立配置する形のため、目的の入力音声が素早く聴ける（本体にも「入力切替」ボタンがあり、こちらを押すと「TV（HDMI出力及び光デジタル入力1）」→「BD/DVD（HDMI入力1）」→「AUX1（HDMI入力2）」→「AUX2（光デジタル入力2）」→「AUX3（アナログ音声入力1）」→「AUX4（アナログ音声入力2）」の順で入力が切り替わる）。なおHDMI2・光デジタル・アナログの各端子をリモコンボタンで選ぶ場合は（リモコンの）「外部入力」ボタンを押して（本体ボタン同様）順送りで選択（「AUX1（HDMI入力2）」→「AUX2（光デジタル入力2）」→「AUX3（アナログ音声入力1）」→「AUX4（アナログ音声入力2）」の順で切り替わる）。
- 「明瞭ボイス」ボタンはリモコン・本体双方に搭載（「明瞭ボイス　入」時は本体ボタン左側のLEDランプが橙色に点灯）。なお本体音量ボタンはフロントスピーカー音量調節専用で、スピーカー別レベル調節ボタンはリモコンにのみ搭載（主音量調節ボタンとは別系統。別売ワイヤレスサラウンドスピーカーと組み合わせた場合は「スピーカーレベル」ボタンでサラウンドスピーカー音量調節も可能で、この場合は+-ボタンの左隣にある「スピーカー選択」ボタンで調節したいスピーカーを事前に選んでからレベル調節+-ボタンを押す。ワイヤレスサラウンドスピーカーを繋がない場合は「スピーカー選択」ボタンを押さなくてもレベル調節+-ボタンを押すだけでサブウーハーレベルが調節可能）。

2007年モデル
- SC-HTR100/200/300/500

ラックシアター第1号機。AV機器は最大4台収納可。
2008年モデル
- SC-HTR10K/110K/210K/310K/510K

HTR10Kはセパレート型（32v型以下用）（前面ガラス扉無し、後面ベニヤ板のみ搭載）。
2009年モデル
- SC-HTX5K/7K/HTR40K

HTX5K/7Kは本機全体が（上から見て）菱形のため、搭載可能ビエラは（丸形据置スタンドを採用している）2009年・2010年モデルに限られる（2008年以前モデルと2011年以降モデルは据置スタンドが天板よりはみ出すため落下の恐れあり）、中棚は強化ガラス製で後面開放型。HTR40Kは前面ガラス扉と後面ベニヤ板を持たない開放型。
2010年モデル
- SC-HTR50K/70K/HTX500K/HTX700K/HTX800K/HTX900K

HTR50K/70Kは棚板こそ木製だが前面ガラス扉と後面ベニヤ板無しの開放型（本体は左右を斜めにカット）。HTX800K/900K以降のモデルは3D映像入力対応（ただしHTX900/800はコーナー設置非対応）。
2011年モデル
- SC-HTX520K/720K

HTX500K/700Kの後継モデルで3D映像入力対応。アナログ音声入力端子搭載及びワイヤレスサラウンドスピーカー接続対応最終モデル。
2012年モデル
- SC-HTX730K/530K

2012年2月8日発表、同年3月9日発売（2ウェイスピーカー、730Kは55v型以下用・530Kは42v型以下用）。これまでの「明瞭ボイス」を進化させ効果を4段階に調整可能な「明瞭ボイスコントローラー」と（これまでの「番組連動おまかせエコ」を進化させ）番組ジャンルのみならず音量に応じて消費電力を自動調整し、小音量時は消費電力を減らす「音量連動おまかせエコ」、HDMI信号無入力状態が2時間以上続くと自動で電源を切る「無信号自動電源切」機能を新搭載。収納部はAV機器用内棚に加え、小物入れを正面左側に新設（ただしその分中央にあるAV機器収納部は左右幅が狭まり、かつ奥行きも従来モデルより薄くなったので、ビデオデッキ等の従来型大サイズ機器は本機中央棚に入らない場合がある。総合出力は120W。アナログ音声入力端子は廃止され光デジタル入力も1系統に削減（ARC非対応ビエラ以外の機器は接続不可）。ワイヤレスサラウンドスピーカー増設にも非対応となった。なおHDMIは入力2系統・出力1系統搭載で3D映像入力対応。

#### サウンドボード
- 前面ガラス扉やベニヤ板による囲いを持たない。全機種キャスター標準装備（取り外し可）。サブウーハーは全機種本体内蔵（総合出力120W）。
- スピーカーは全機種棚の上部に取り付けられている。また端子群はHDMI入出力各1系統・光デジタル入力1系統のみで、アナログ音声入力端子は非搭載（シアターバーも同様。光デジタル端子はARC非対応ビエラ専用のためビエラ以外の他機器は接続不可）、このためリモコンの入力切替ボタンはシアターバーも含め「TV」と「BD/DVD」ボタンのみの独立配置（シアターバーSC-HTB15KはHDMI入力を2系統搭載しているため「TV」と「HDMI1/2」で構成）。なおHDMI端子はシアターバー含め全機種3D映像入力対応。

- 明瞭ボイス・3Dサラウンド機能はあるが「明瞭ボイス」と「サラウンドモード」ボタンは本体・リモコン共に非搭載で、音声メニュー選択機能と連動している（リモコンに搭載しているボタンは「電源入/切」・「サブウーハー音量」・「主音量」・「消音」・「TV・BD/DVD入力切替」の7個のみ）。

2010年モデル
- SC-HTF5

2011年モデル
- SC-HTF6T/6M/7T/9K

#### シアターバー
- HTB520/15はサブウーハー外付けモデル。HTB50/10はサブウーハー本体内蔵。
- シアターバーとサウンドボードは全機種入出力端子がHDMI（入出力各1系統）と光デジタル（入力1系統、HTB550Kは2系統）のみ（光デジタル入力端子2系統搭載モデルの場合、うち1系統はARC非対応ビエラ専用。1系統のみのモデルではARC非対応ビエラのみ接続可能で、ビエラ以外の他機器はパナソニック製であっても接続不可。なおHTB15K/550KのHDMI入力は2系統）。
- 総合出力はサブウーハー本体内蔵モデル（HTB10K/50K）が120W、サブウーハー外付けモデル（HTB15K/520K/550K）が240W。

2010年モデル
- SC-HTB10K/50K（HTB50Kは専用壁寄せスタンド取り付け金具付属）

2011年モデル
HTB520K/15Kのリモコンは「明瞭ボイス」と「3Dサラウンド」ボタン非搭載で、これら機能は音声メニュー選択と連動している。
- SC-HTB520K

付属サブウーハーはワイヤレス式で、フロントスピーカーを兼ねる本体アンプ部に専用送信機を接続。なお付属サブウーハーは本機専用のため、他機との組み合わせはパナソニック製であっても不可=サブウーハー入力端子及び専用ケーブルは無し。
- SC-HTB15K

本機は横型設置した場合のビエラリモコン操作補完用Irシステム機能非搭載。縦型設置の場合は付属専用スタンド使用。サブウーハーを兼ねる本体アンプ部とフロントスピーカー部相互間は付属のスピーカーケーブルで接続。なおフロントスピーカー部及びアンプ兼用サブウーハーは本機専用のため、他機との組み合わせはパナソニック製であっても不可。HDMI入力は2系統搭載しているが光デジタル入力はARC非対応ビエラ専用。
2012年モデル
- SC-HTB550K

2012年2月8日発表、同年4月20日発売。HTB15Kの後継モデル。明瞭ボイス効果を4段階に調整可能な「明瞭ボイスコントローラー」搭載。フロントスピーカー部は横置きのみならず左右分離して縦置きも可能。ワイヤレスサブウーハー付き（ただし本機専用で他機との組み合わせはパナソニック製であっても不可）。アンプ部はメインユニットとしてサブウーハーとは分離された（フロントスピーカー部・アンプ部相互間は付属スピーカーケーブルで接続。ただしアンプ部・フロントスピーカー部はいずれも本機専用なので、両者を単体分離して他機と組み合わせての使用はパナソニック製であっても不可）。光デジタルは入力2系統搭載（うち入力1端子はARC非対応ビエラ専用）。HDMIは入力2系統・出力1系統搭載で3D映像入力対応。
- SC-HTB20K

2012年6月下旬発売予定、「明瞭ボイスコントローラー」を搭載したシアターバー普及モデル。フロントスピーカー部は分割して縦置きと結合して横置きの二通り設置が可能。アンプはサブウーハーに内蔵。HDMI端子は入力・出力各1系統搭載で3D映像入力対応。光デジタル入力端子は2系統搭載しているので、ビエラ以外の光デジタル出力端子搭載機器も接続可（入力1はARC非対応ビエラ専用なので、ビエラ以外の機器は入力2端子に繋ぐ）。
2013年モデル
・4月下旬発売予定。Bluetoothに対応しており、スマートフォンやタブレット端末の音声もワイヤレス再生可能。
- SC-HTB570

ワイヤレスサブウーハーとメインユニット付きの上位モデル。フロントスピーカーは左右に分割して縦置きも可能。HDMI入力1系統、光デジタル入力2系統搭載。
- SC-HTB170

サブウーハーを本体に内蔵、光デジタル入力を1系統のみとした普及モデル。

## 対応スカパー!プレミアムサービスチューナー品番一覧（2012年3月現在）
- チューナーはスカパー!サイトのみで販売及びレンタル。全機種光デジタル音声出力端子搭載。
- スカパー!プレミアムサービスでは、アンテナ線は（アンテナ・チューナー相互間が1対1の関係になる）単独配線を原則とし、分配器を用いて1本のアンテナ線を他のチューナーへ分配することはできない。さらにプレミアムサービス用衛星アンテナのコンバータ部は（2個の衛星から送信される水平・垂直両偏波を受信出来るよう）BS・110度CS用衛星アンテナとは全く異なる内部構造なので、プレミアムサービスとBS・110度CS放送両衛星アンテナに互換性は無い。加えて（円偏波を採用しているBS・110度CS放送とは異なり）水平・垂直両偏波が混在し伝送帯域もBS・110度CS放送と同じのため、プレミアムサービスとの混合伝送は不可（複数の部屋で視聴したい場合はマルチ衛星アンテナを用いてアンテナ線をメインチューナーとは別に配線し、さらにチューナーをもう1台用意してチューナー毎に契約する形となる。ただし一組の衛星アンテナで最大分配可能なチューナー台数は2台まで。3台以上の場合は対応する衛星アンテナがもう一組必要）。なお共同受信設備では（従来型スカパー!SDより伝送帯域が大幅に広い）プレミアムサービスの周波数帯域には非対応のため、プレミアムサービスを視聴したい場合はアンテナ線を単独配線する必要がある。
- 「スカパー!プレミアムサービス録画」に対応したディーガとLAN接続すれば、ハイビジョン画質（放送そのままの画質）で録画可能（ディーガ・チューナー相互間のLANケーブルはルーター経由なら「ストレート」、ルーターを介さず直接繋ぐ場合は「クロス」を各々用いる）。
- 2011年以降製造のビエラと組み合わせた場合、チューナー側の初期設定でビエラリンクを「入」にし、さらに「ビエラリモコンで操作」を「入」にすればビエラリモコンでチューナーを操作可能（2010年以前ビエラとHDMI接続してもビエラリンク自体は動作するが、そちらのリモコンによるチューナー操作は不可）。
- 全機種の取扱説明書はスカパー!サイト内で閲覧及びダウンロード可能（生産終了モデルは2000年以降製造機種を一部掲載）。

2011年モデル
・全機種3D映像出力対応（3DビエラとHDMI接続した場合のみ）。
- TZ-WP320P

プレミアムサービスチューナーでは初となるWチューナー搭載&2番組同時録画モデルで（「Wチューナーモード」に設定した場合のみ）、LAN接続したプレミアムサービス録画対応ディーガへのダビングも可能（ただしUSB-HDD接続には非対応）。本機内蔵HDDは320GB。なおアンテナ入力端子は通常の（地上・BS・110度CS用）デジタルチューナーとは異なり2系統装備。初期設定でチューナーモードを「シングル」と「ダブル」に切り替え可能で、「ダブル」モードにした場合はコンバータ出力を2系統搭載した専用衛星アンテナと2本のアンテナ線が必要となる（1本のアンテナ線を分配器を用いて分ける事は不可。「シングル」モードの場合はアンテナ線を必ず「アンテナ入力1」端子に接続）。
アナログAV出力は2系統装備しているのでアナログTV受像機とアナログ録画機への同時接続が可能。さらにD出力端子とIrシステム端子も搭載（ただしS出力は非搭載）。また「シングルチューナー」モードの場合、マルチ衛星アンテナの空いている出力端子にはもう1台のシングルチューナー式のチューナーを接続可能（ただしこの場合の加入契約はNHK受信料のような世帯毎ではなく、チューナー毎に個別に行う。）。
本機はプレミアムサービスチューナーで初の「お部屋ジャンプリンク」を搭載。別の部屋のディーガで録画した番組を本機で視聴したり、本機HDDで録画した番組を別の部屋のディーガで視聴可能。ただしプレミアムサービスの放送を別の部屋のクライアント機器（ディーガ・ポータブルビエラ・ビエラワンセグ）へ転送する事は出来ず、さらに無線LANにも非対応（有線LANのみで接続可）。
- TZ-HR400P

プレミアムサービスチューナーの普及モデルでシングルチューナー。USB-HDD録画対応（市販のUSBハブを用いれば最大4台まで接続・登録可。ただし本機自体はHDD非搭載）。付属の専用スタンドを用いれば縦置きも可能なコンパクトサイズ。マスプロ電工製プレミアムサービスチューナー「CDT700HD」は本製品のOEMである。
なお映像出力端子はHDMIとコンポジットのみで、D出力・S出力・Irシステムは非搭載。アナログAV出力は1系統のみ。お部屋ジャンプリンクや無線LANには非対応。